# 津島神社 (各務原市鵜沼羽場町)
津島神社（つしまじんじゃ）は、岐阜県各務原市鵜沼羽場町に鎮座する神社。社格は旧村社。
稲葉郡鵜沼町羽場区（現・各務原市鵜沼羽場町）の産土神である。

## 祭神
- 素盞嗚命
- 表筒男命

## 歴史

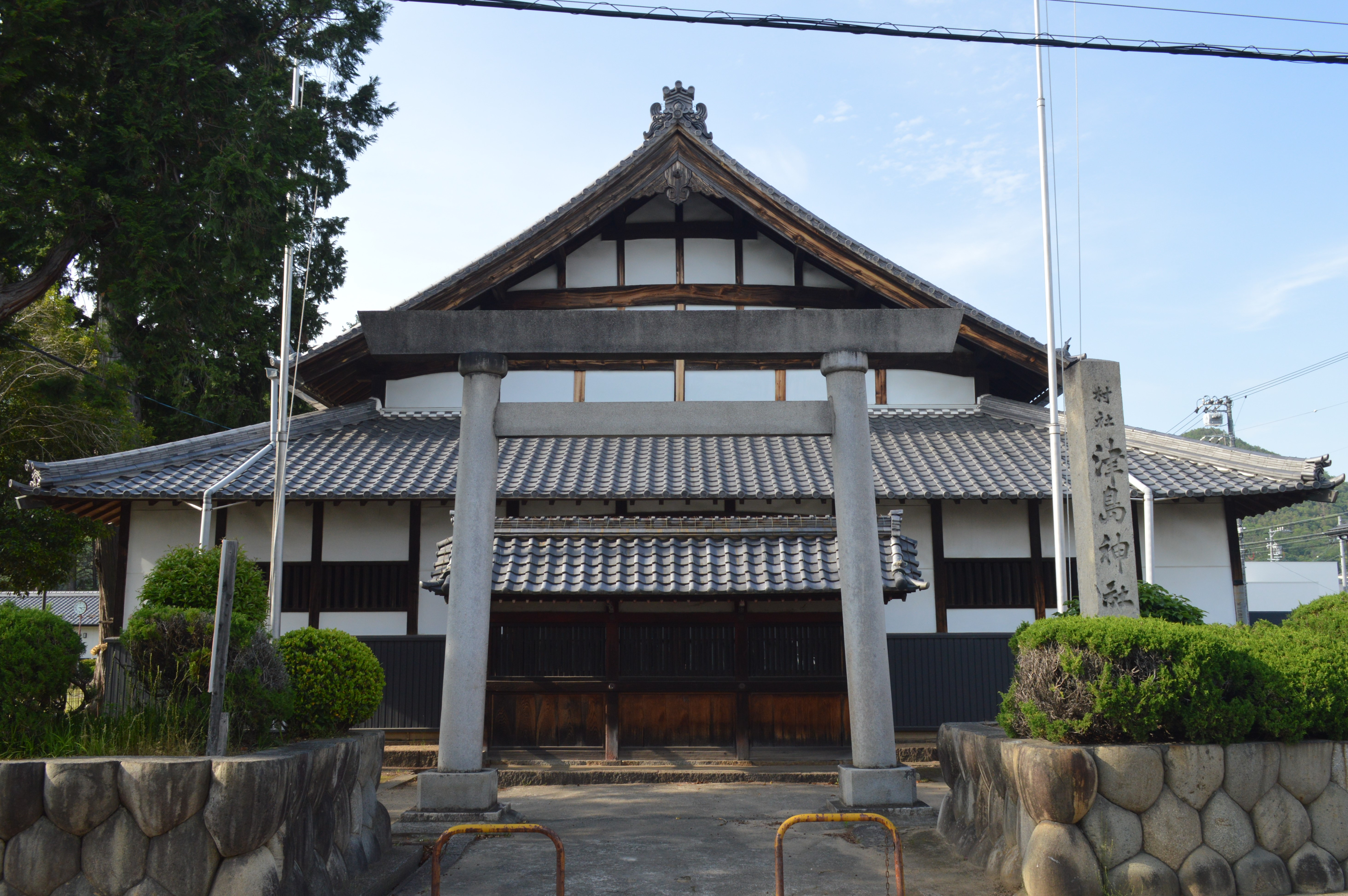
鳥居と拝殿（皆楽座）

創建時期は不明。元々は鵜沼村字松田（現・各務原市松が丘付近）に鎮座していたが、慶長年間（1596年～1615年）に移転したという。江戸時代は天王社と呼称されていた。
拝殿は農村歌舞伎舞台を兼ねた皆楽座であり、各務原市指定文化財に指定され、登録有形文化財に登録されている。
2015年（平成27年）に本殿を改築した。

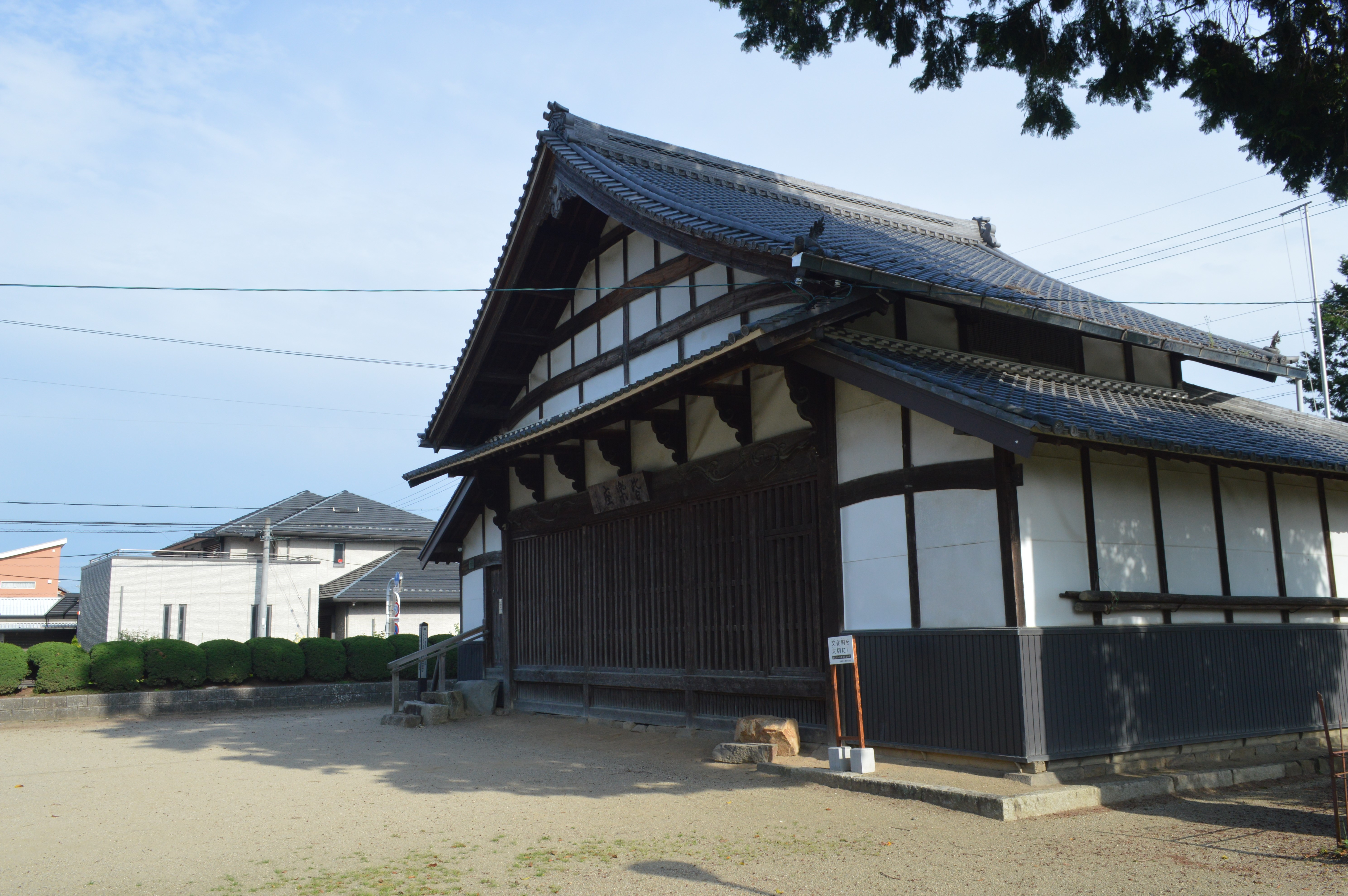
拝殿（皆楽座）と客席部分